# Molnár V. Attila
Molnár V. Attila (Veszprém, 1969. november 1. –) magyar biológus, botanikus, egyetemi tanár. A Magyar Tudományos Akadémia doktora (2015).
Kutatási területe a veszélyeztetett növényfajok, az európai orchideák és az iszapnövényzet.

## Életpályája
Szülei Molnár Vendel és Illés Ilona. 1988-ban érettségizett a veszprémi Lovassy László Gimnáziumban.
1994-ben diplomázott a debreceni Kossuth Lajos Tudományegyetemen. 1994–1997 között a Kossuth Lajos Tudományegyetem Növénytani Tanszékén doktori ösztöndíjas volt. 1996-tól a Kitaibelia című botanikai, természetvédelmi folyóirat alapítója és szerkesztője. 1997-től a Debreceni Egyetem egyetemi tanára.
2000-ben a Debreceni Egyetemen PhD. fokozatot szerzett. 2009–2011 között a Magyar Tudományos Akadémia Botanikai Tudományos Bizottság tagja volt. 
2011-től a Diverzitásbiológiai Tudományos Bizottság választott tagja, 2021-től elnöke. 2013-ban habilitált a Pécsi Tudományegyetemen. 2013–2019 között a Magyar Tudományos Akadémia közgyűlési képviselője volt. 2015-ben a Magyar Tudományos Akadémia doktora lett. 2018 óta a Debreceni Egyetem Juhász-Nagy Pál Doktori Iskolában a Botanika Program alapítója és vezetője.
2020-tól az NKFIH OTKA ÖKOEVO zsűri elnöke. 2022–2027 között a Természetvédelmi Biológiai Kutatócsoport vezetője.

## Művei
- Vadon élő orchideák. A hazai növényvilág kincsei (társszerző; Budapest, 1995)
- Magyarország védett növényei (társszerző és a szerkesztő munkatársa; Budapest, 1998)
- A magyarországi edényesflóra határozója. Harasztok, virágos növények (társszerző; Budapest, 2000)
- Orchideák erdőn-mezőn (2001)
- Egyszikűek: Orchideák, nőszirmok, sáfrányok és rokonaik a Kárpát-medencében (2003)
- Növényritkaságok a Kárpát-medencében (2003)
- Kétszikűek I.: Boglárkafélék, pillangósok és rokonaik a Kárpát-medencében (2004)
- Kétszikűek II.: Ernyősök, gólyaorrok, tárnicsok és rokonaik a Kárpát-medencében (2005)
- Élővilág enciklopédia II.: A Kárpát-medence gombái és növényei (2006)
- Kétszikűek III.: Érdeslevelűek, ajakosak, tátogatók és rokonaik a Kárpát-medencében (2006)
- Barangolás a növényvilágban (2007)
- Kitaibel Pál élete és öröksége (2007)
- Vörös lista: a magyarországi edényes flóra veszélyeztetett fajai (angolul: Red list of the vascular flora of Hungary) (2007)
- Növények és emberek: Egy szeretetre méltó tudomány története (2009)
- Magyarország orchideáinak atlasza (2011)
- Új magyar füvészkönyv (2011)
- Európai orchideák: Oktatási segédanyag a Debreceni Egyetem kurzusához (2013)
- Európai kosborfélék (Orchidaceae) és látonyafélék (Elatinaceae) kutatása: Taxonómiai és ökológiai esettanulmányok (MTA doktori értekezés, 2014)
- Kitaibel. Egy magyar tudós élete (2015)
- Élet a halál után: A temetők élővilága (angolul: Life after death: Wildlife of cemeteries) (2018)
- Magyarország orchideái (2021)
- Csodálatos növényvilág (2022)
- Növények és emberek: A szeretetre méltó tudomány története (2023)

## Díjai
- Kitaibel Pál emlékplakett (2002)
- Pro Natura emlékplakett (2008)[8]
- Mestertanár Aranyérem (Országos Tudományos Diákköri Tanács, 2015)[8]
- Nemzeti Kiválóság Díj (2015)